# IC 3536
IC 3536 је спирална галаксија у сазвјежђу Береникина коса која се налази на листи објеката дубоког неба у Индекс каталогу.
Деклинација објекта је + 26° 32' 0" а ректасцензија 12h 35m 12,4s. Привидна величина (магнитуда) објекта IC 3536 износи 15,8 а фотографска магнитуда 16,5. IC 3536 је још познат и под ознакама MCG 5-30-24, KUG 1232+268, PGC 41912.